# Sainte-Colombe-sur-Gand
Sainte-Colombe-sur-Gand település Franciaországban, Loire megyében. Lakosainak száma 386 fő (2022. január 1.). Sainte-Colombe-sur-Gand Chirassimont, Violay, Bussières, Saint-Just-la-Pendue, Saint-Cyr-de-Valorges és Sainte-Agathe-en-Donzy községekkel határos.

## Népesség
A település népessége az elmúlt években az alábbi módon változott:
| Lakosok száma | 478  | 420  | 437  | 417  | 437  | 427  | 408  | 396  | 390  | 386  |
|               | 1968 | 1982 | 1990 | 2006 | 2013 | 2015 | 2017 | 2019 | 2020 | 2022 |